# Георгий Писида
Георгий Писида (до 600, Антиохия Писидийская (?) — между 631 и 634, Константинополь) — византийский писатель, поэт, гимнограф, полемист и религиозный деятель.
Родился в Писидии. Точные даты его жизни неизвестны. Известно, что он был дьяконом, хранителем священных сосудов (скевофилаком), хранителем печати (референдарием) и — около 640 года, — хартофилаксом (хранителем записей) в Соборе Святой Софии. Входил в окружение императора Ираклия I, вместе с которым участвовал в войне против Персии в 622—623 годах, в конце жизни был приближённым патриарха Сергия.
Автор поэм «Истории Ираклия», «Истории аваров», «Похвалы монаху Анастасию» и других сочинений. Всего до нас дошло более 5 тысяч его стихотворений на историческую и религиозную тематику, написанных триметрическим ямбом. Свои стихи он писал на греческом, немногие - и на латыни.
Будучи приближенным патриарха Сергия I, Писида, особенно во 2-й половине жизни, обратился к духовной поэзии. Он создал «Песнь святому Христову Воскресению», стихотворение на Воздвижение Св. Креста, стихотворные «Ямбы о суете жизни» (Εἰς τὸν μάταιον βίον), этико-философское поэтическое соч. «О человеческой жизни» (Εἰς τὸν ἀνθρώπινον βίον), а также антимонофизитское догматико-полемическое «Опровержение нечестивца Севира» (Κατὰ δυσσεβοῦς Σευήρου) в 726 стихах. Г. П. был автором прозаического Жития Анастасия Персиянина (по др. версии, автор Жития - Софроний Иерусалимский) (ВHG, № 86). 
Широкую популярность получила философско-богословская поэма (в 1894 двенадцатисложниках) «Шестоднев, или Миротворение» (῾Εξαήμερον ἢ Κοσμουργία). Парафразируя Свящ. Писание, творения св. отцов Василия Великого, Григория Богослова, Иоанна Златоуста, корпус Ареопагитик и др., а также используя произведения античных авторов Аристотеля, Платона, Плутарха, Овидия, Плиния Старшего, Элиана, Порфирия и др., Писида создал поэтическую картину божественного творения Вселенной - мира, неба, земли, планет, ангелов, времен года. Он писал о человеке, его естестве и бытии, о чувствах, а также о растительном и животном мире.
Произведения, имеющиеся в русских переводах (отрывки): Поношение судьбы; На нашествие варваров и на их поражение; О походе царя Ираклия на персов (1088 стихов); Ираклиада, или О совершенном поражении Хосроя - царя персидского; Патрикию Бону; На возвращение царя Ираклия из Африки (89 стихов); На Воздвижение Святого Креста

## Сочинения
- Carmina inedita / Hrsg. L. Sternbach // Wiener Studien. 1891. Bd. 13. S. 1-63; 1892. Bd. 14. S. 51-68
- Studia philologica in Georgium Pisidam / Ed. L. Sternbach. Warsz., 1900
- L'encomio di S. Anastasio martire persiano / Ed. A. Pertusi // AnBoll. 1958. Vol. 76. P. 5-63
- Poemi. 1. Panegirici epici / Ed. A. Pertusi // Studia Patristica et Byzantina. 1959. Vol. 7
- Carmi di Giorgio di Pisidia / Ed. G. Tartaglia. Torino, 1998